# Freitag, der 13. Das unheimliche Haus, 2. Teil
Freitag, der 13. Das unheimliche Haus, 2. Teil ist ein deutscher Stummfilmserienkrimi „mit humoristischem Einschlag“ aus dem Jahr 1916 von Richard Oswald rund um den Meisterdetektiv Engelbert Fox.

## Handlung
Es ist bereits eine schreckliche Tradition: An jedem Freitag, den 13. stirbt ein Mitglied derer von Eulenstein. Diesmal hat es den Schlossherrn Herbert getroffen, er wird tot im Pavillon des schlosseigenen Gartens aufgefunden. Ganz offensichtlich hat der Mörder den alten Herrn mittels Starkstrom ins Jenseits befördert. Marcell von Eulenstein, Sohn des Ermordeten und Haupterbe, beauftragt den Detektiv Engelbert Fox mit der Untersuchung des Falles.
Dieser stößt infolge seiner Ermittlungen, in Zusammenarbeit mit seinem treuen Freund und Helfer Dagobert Fix, bald auf einen Hauptverdächtigen. Es handelt sich dabei um einen ominösen Wissenschaftler namens Prof. Cardallhan, der ein wenig skurril und verwirrt erscheint. Fox und Fix finden heraus, dass Cardallhan in Wahrheit mit den Eulensteins verwandt ist und, wie in Adel verpflichtet, einen Verwandten nach dem anderen umzubringen gedachte, um schließlich selbst an das Erbe zu gelangen.

## Produktionsnotizen
Der fünfaktige Film mit einer Länge von 1470 Metern passierte im Oktober 1916 die Filmzensur und wurde am 10. November 1916 erstmals gezeigt. Am 29. September 1921 erfolgte eine Neuzensur mit ausgesprochenem Jugendverbot.
Oswald beteiligte sich mit diesem Serienprodukt an einer der während des Ersten Weltkriegs so populären Detektivfilmreihen. Die Bauten wurden von Manfred Noa entworfen und von Alfred Dahlheim umgesetzt.

## Aufführung
In den Innsbrucker Nachrichten Nr. 158 vom 14. Juli 1917 rückte auf Seite 15 das Löwen-Kino in der Höttinger Gasse 39 in Innsbruck eine Annonce ein, in der es für Samstag, den 14. und Sonntag, den 15. Juli 1917 den “Detektiv-Schlager aus der Rich. Oswald-Serie in 4 Akten unter dem Titel “Freitag der 13 !”, in der Hauptrolle: Geheimpolizist Engelbert Fox” zusammen mit “Leo Saperlotter - Vorzügliches Lustspiel in 2 Akten. Jugendliche haben keinen Zutritt!” ankündigte.

## Kritik
In Paimann’s Filmlisten ist zu lesen: „Stoff, Spiel und Szenerie sehr gut, Spiel ausgezeichnet, Photos teils trüb.“